# Rio de Janeiro
Rio de Janeiro (IPA: [ˈʁi.u d(ʒi) ʒɐˈne(j)ɾu]ⓘ; jelentése: januári folyó) Brazília második legnagyobb városa, az azonos nevű, Rio de Janeiro állam fővárosa. 1960-ig Brazília fővárosa, a 19. századig a brazil császárok koronázóvárosa.
Röviden csak Rio, híres a szambáról, illetve a bossa nováról, továbbá a szállodákkal körbevett Copacabana, Ipanema, és Leblon nevű tengerpartjairól. Különösen ismert az évente megrendezett Riói karneváljáról, a tengerpart melletti jellegzetes morró Cukorsüveg-hegyről, a Maracanã Stadionról és a hatalmas méretű Megváltó Krisztus-szoborról, ami a másik morró, a Corcovado-hegy tetején található. A városban található a Föld harmadik legnagyobb, lakott területen belüli erdeje is, a Tijuca-erdő.
A város kivételes természeti környezetével és szépségével a UNESCO világörökségének része, Rio de Janeiro kultúrtája (Paisagem cultural da Rio, hivatalos nevén Paisagens Cariocas Entre A Montanha e O Mar) néven.
2016-ban itt rendezték a nyári olimpiát.

## Éghajlat
| Hónap                                                        | Jan. | Feb. | Már. | Ápr. | Máj. | Jún. | Júl. | Aug. | Szep. | Okt. | Nov. | Dec. | Év   |
| ------------------------------------------------------------ | ---- | ---- | ---- | ---- | ---- | ---- | ---- | ---- | ----- | ---- | ---- | ---- | ---- |
| Rekord max. hőmérséklet (°C)                                 | 40,9 | 41,8 | 41,0 | 39,3 | 36,3 | 35,9 | 34,9 | 38,9 | 40,6  | 42,8 | 40,5 | 43,2 | 43,2 |
| Átlagos max. hőmérséklet (°C)                                | 30,2 | 30,2 | 29,4 | 27,8 | 26,4 | 25,2 | 25,0 | 25,5 | 25,4  | 26,0 | 27,4 | 28,6 | 27,2 |
| Átlagos min. hőmérséklet (°C)                                | 23,3 | 23,5 | 23,3 | 21,9 | 20,4 | 18,7 | 18,4 | 18,9 | 19,2  | 20,2 | 21,4 | 22,4 | 21,0 |
| Rekord min. hőmérséklet (°C)                                 | 17,7 | 18,9 | 18,6 | 16,2 | 11,1 | 11,6 | 12,2 | 10,6 | 10,2  | 10,1 | 15,1 | 17,1 | 10,1 |
| Átl. csapadékmennyiség (mm)                                  | 137  | 130  | 136  | 95   | 70   | 43   | 42   | 45   | 54    | 87   | 98   | 134  | 1069 |
| Havi napsütéses órák száma                                   | 212  | 201  | 206  | 181  | 186  | 175  | 189  | 185  | 146   | 152  | 169  | 180  | 2182 |
| Forrás: Brazilian National Institute of Meteorology (INMET). |      |      |      |      |      |      |      |      |       |      |      |      |      |

## Etimológiai eredet

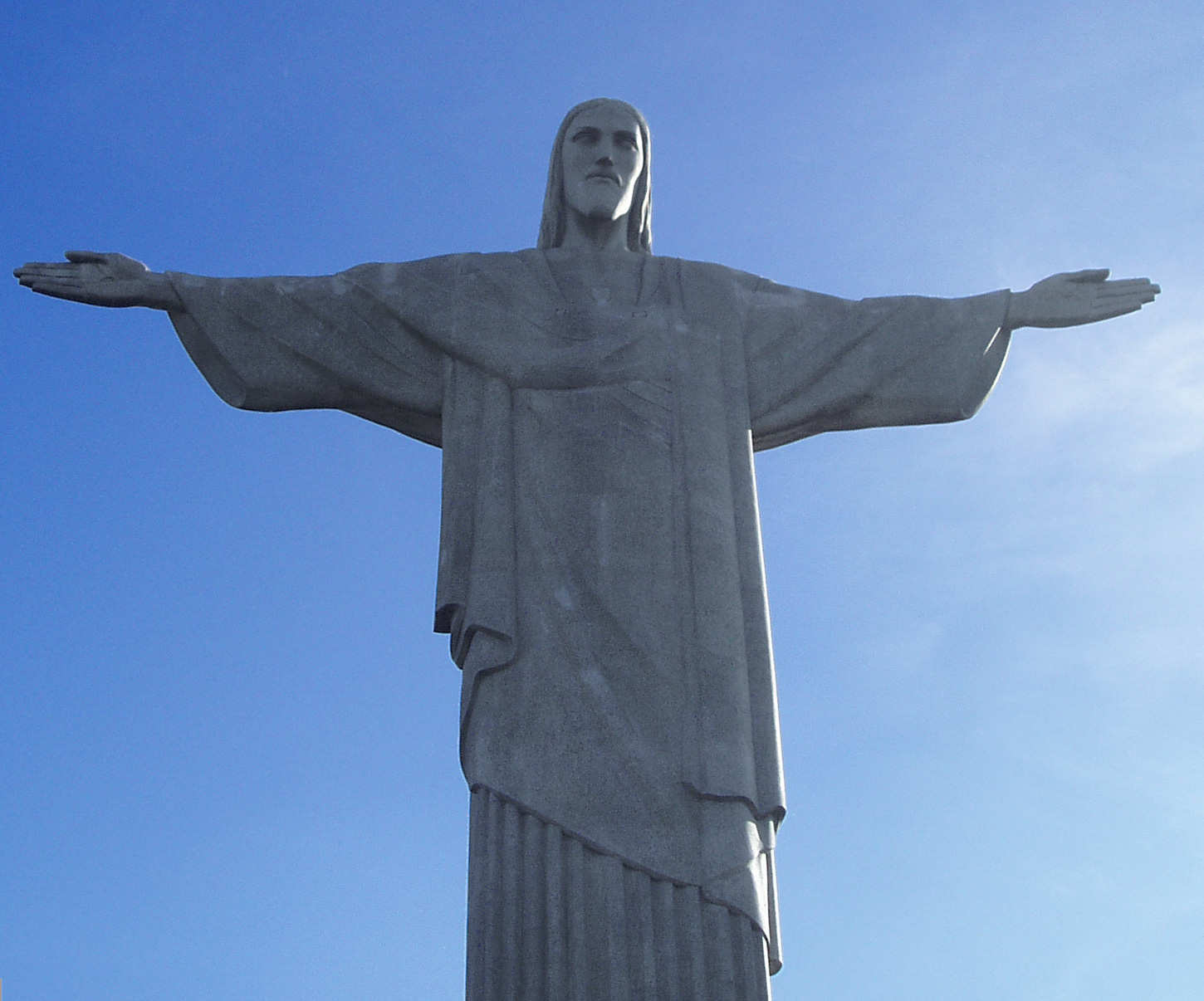
A Megváltó Krisztus szobra

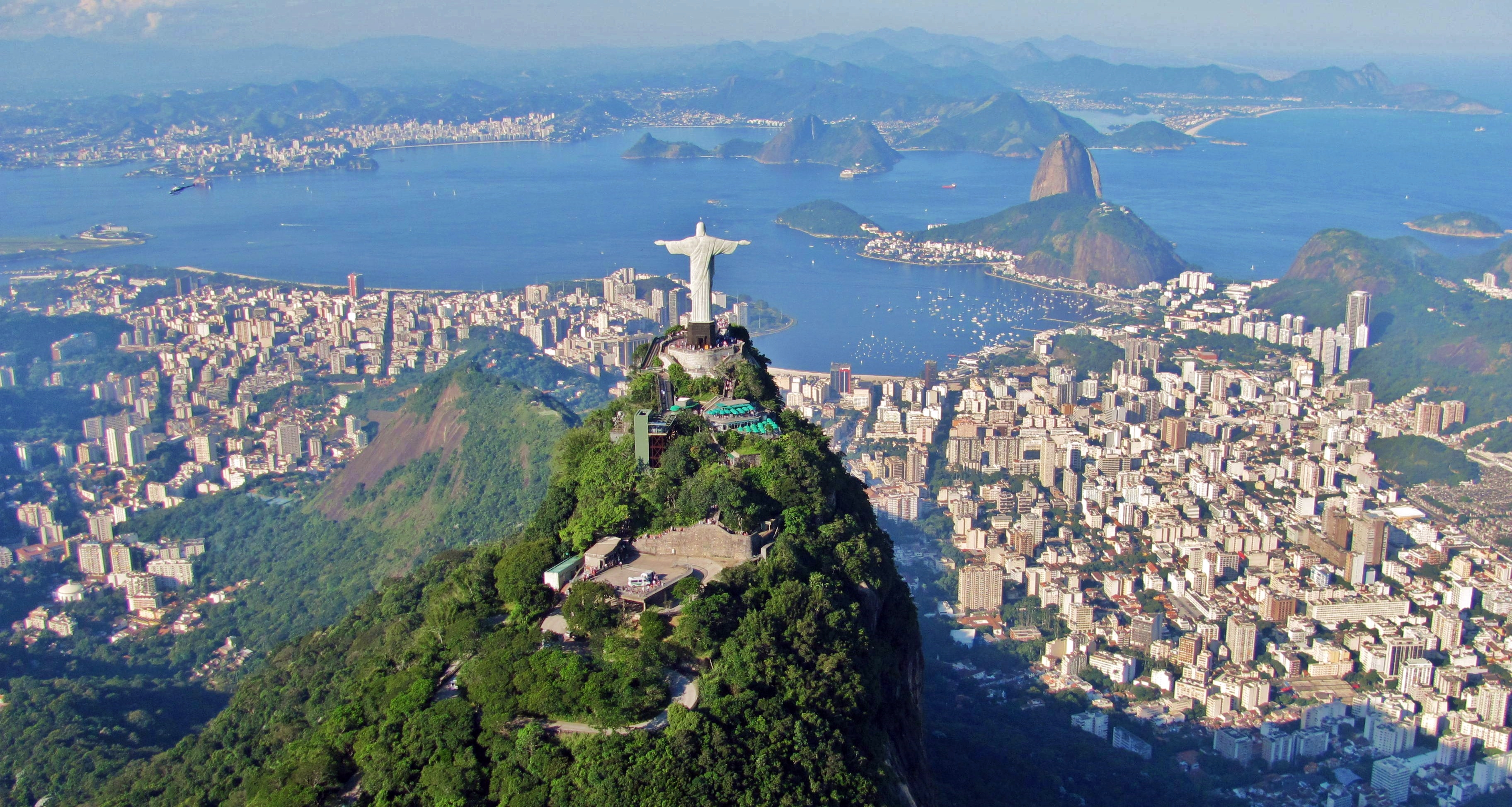
A város, előtérben a Megváltó Krisztus szobrával

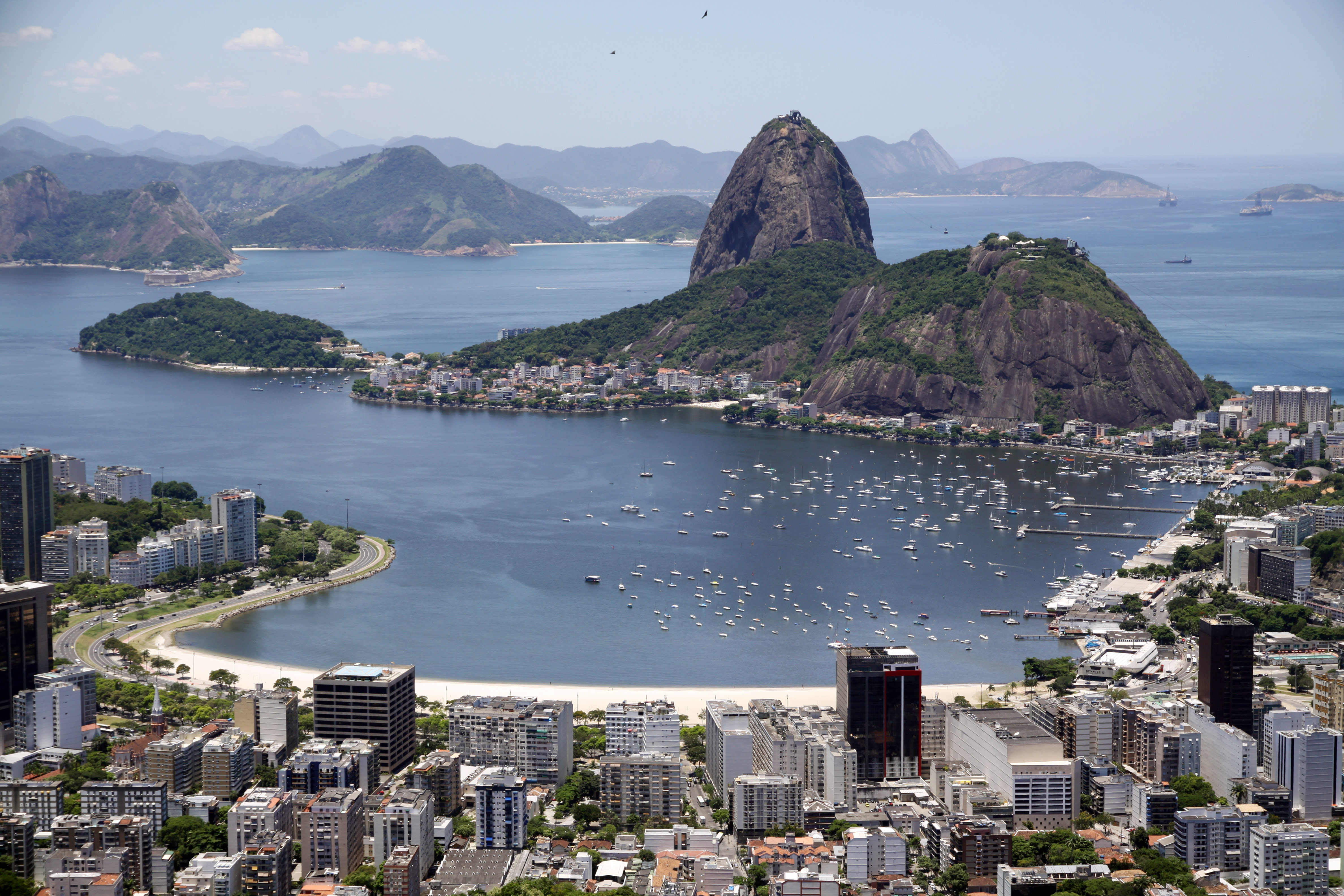
A város a Cukorsüveg-heggyel

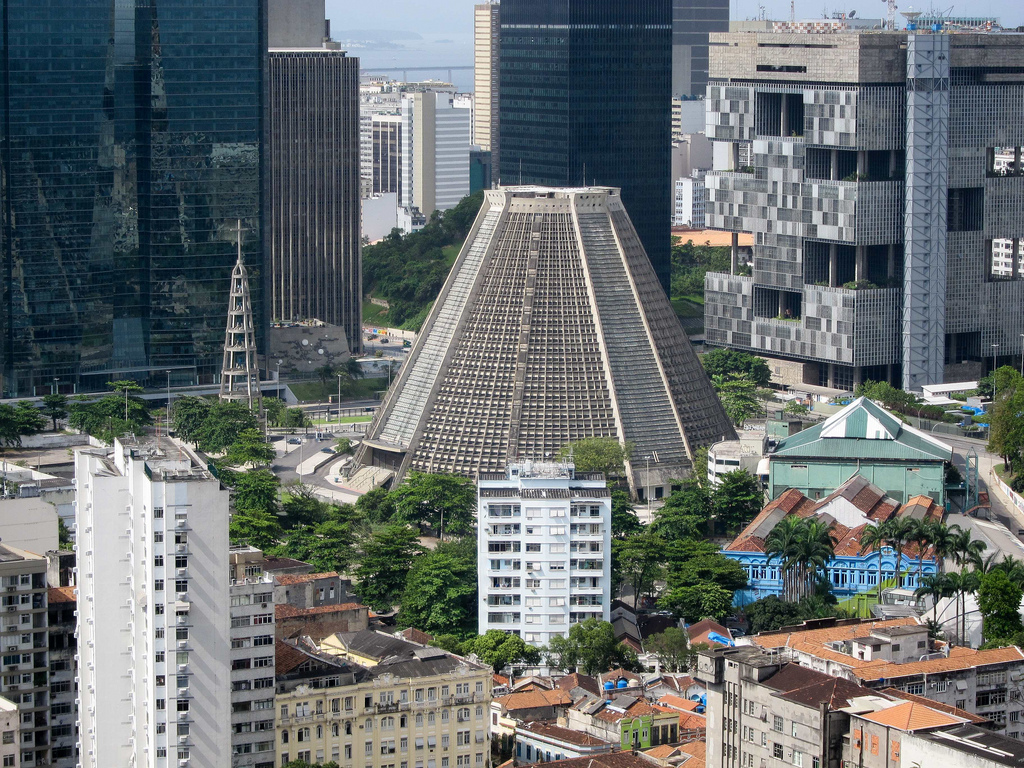
A városközpont egy része, középen a Szent Sebestyén-katedrálissal (Catedral de São Sebastião do Rio de Janeiro)

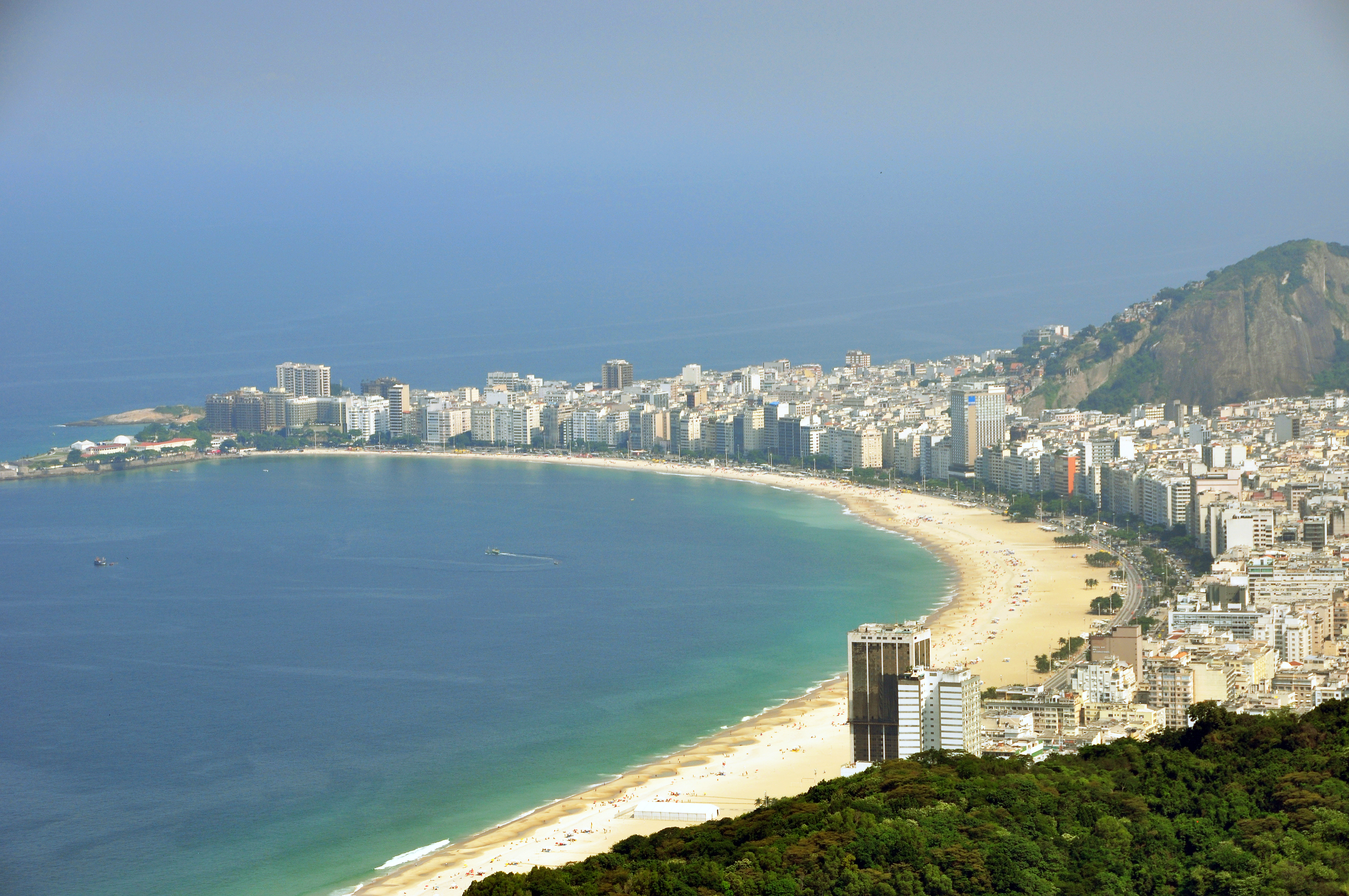
A Copacabana nevű part és városrész

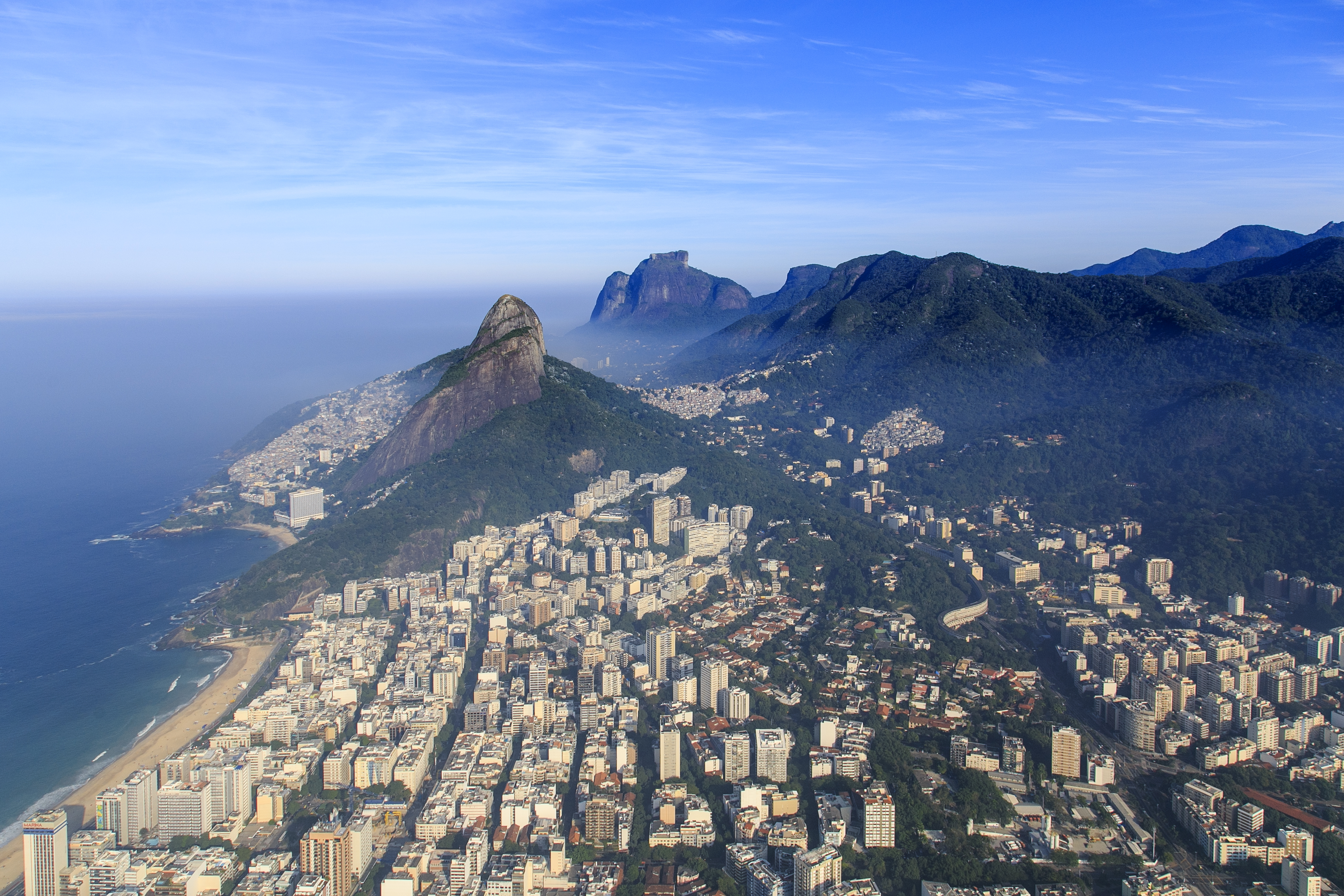
A Leblon nevű városrész

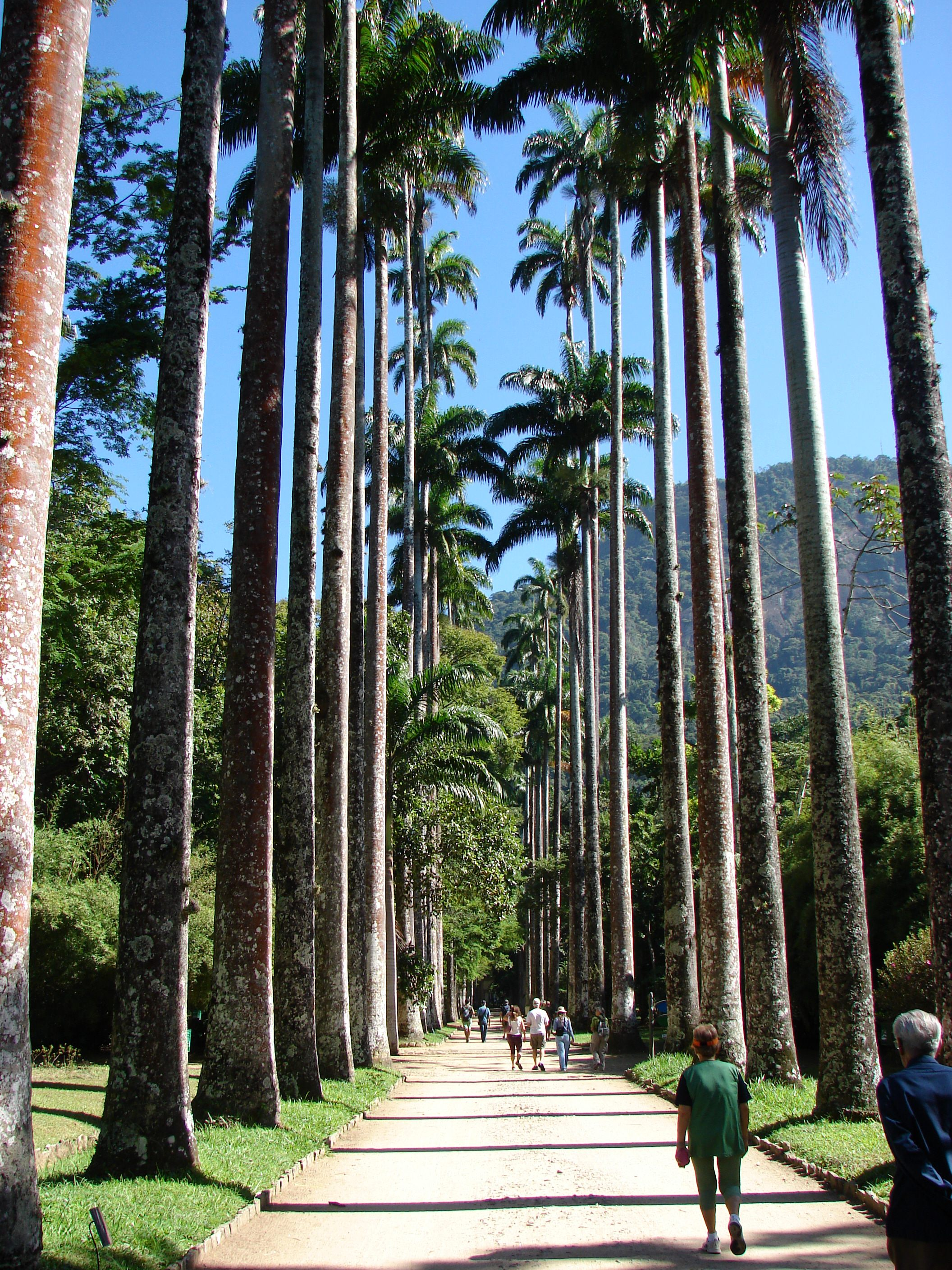
Királypálmák (Roystonea oleracea) a Botanikus Kertben

A „januári folyó” portugál név a dátumra utal, amikor Gaspar de Lemos portugál hajózó felfedezte (1502. január 1-jén) és hibásan - a Rio de Janeiro-öböl torkolatának tekintette.

## Demográfia

### Etnikai megoszlás
A Brazil Földrajzi és Statisztikai Intézet (IBGE) 2010-es felmérése alapján a lakosság etnikai megoszlása:
- fehér (kaukázusi) 51,2%
- keverék (pardo) 36,5%
- fekete 11,5%
- kelet-ázsiai 0,7%
- bennszülött indián 0,1%

### Vallási megoszlás
A vallási megoszlás 2010-ben:
| vallás                                     | százalék | fő        |
| római katolikus                            | 51,09    | 3 229 192 |
| protestáns                                 | 23,37    | 1 477 021 |
| vallástalan                                | 13,59    | 858 704   |
| spiritiszta                                | 5,90     | 372 851   |
| umbanda és candomblé afroamerikai vallások | 1,29     | 72 946    |
| zsidó                                      | 0,34     | 21 800    |
| Forrás: IBGE 2010.                         |          |           |

### Népesség
A város lakossága közel 6,5 millió fő 2015-ös adatok szerint. Az agglomeráció népességét 2015-ben mintegy 12 millió főre becsülték.
Az ENSZ 2016-os becslése alapján a város lakossága 2030-ban 16 694 000 fő lehet.
Lakosságának növekedése 1872 óta:

## A város részei
A 6,5 millió lakosú város közigazgatásilag kilenc nagy kerületre (subprefeituras), 33 közigazgatási régióra (regiões administrativas), összesen 160 al-kerületre (bairros) van felosztva. A kerületek négy nagy zónába vannak csoportosítva.
Rio de Janeiro leghíresebb városrészei között található:

Rio de Janeiro önkormányzati területének zónánkénti felosztása

- Copacabana (Déli zóna)
- Ipanema (Déli zóna)
- Botafogo (Déli zóna)
- Rocinha (Déli zóna)
- Flamengo (Központi zóna)
- Leblon (Déli zóna)

| Nyugati zóna (Zona Oeste) | Északi zóna (Zona Norte) | Déli zóna (Zona Sul) | Központi zóna (Zona Central) |

### Adminisztratív területek
Zónák és a hozzájuk tartozó al-kerületek (bairros):
- Központi zóna (Zona Central)

Bairro de Fátima, Benfica, Caju, Castelo, Catumbi, Central do Brasil, Centro, Cidade Nova, Estácio, Gamboa, Lapa, Paquetá, Praça Mauá, Rio Comprido, Santa Teresa, Santo Cristo, São Cristóvão, Saúde, Triagem, Vasco da Gama
- Északi zóna (Zona Norte)

Abolição, Acari, Água Santa, Alto da Boa Vista, Anchieta, Andaraí, Barros Filho, Bonsucesso, Bento Ribeiro, Brás de Pina, Cachambi, Campinho, Cascadura, Cavalcante, Coelho Neto, Colégio, Complexo do Alemão, Cordovil, Costa Barros, Encantado, Engenheiro Leal, Engenho de Dentro, Engenho Novo, Fundão, Grajaú, Guadalupe, Higienópolis, Honório Gurgel, Ilha do Governador, Irajá, Jacaré, Jacarezinho, Jardim América, Lins de Vasconcelos, Madureira, Mangueira (de framstående sambaskolorna), Manguinhos, Maracanã, Marechal Hermes, Maria da Graça, Méier, Olaria, Oswaldo Cruz, Parada de Lucas, Parque Anchieta, Parque Colúmbia, Pavuna, Penha, Piedade, Praça da Bandeira, Quintino Bocaiúva, Ramos, Riachuelo, Ricardo de Albuquerque, Rocha, Rocha Miranda, Sampaio, São Francisco Xavier, Tijuca, Todos os Santos, Turiaçu, Vaz Lobo, Vicente de Carvalho, Vieira Fazenda, Vigário Geral, Vila Cruzeiro (favela i Penha), Vila da Penha, Vila Isabel, Vila Kosmos, Vista Alegre
- Déli zóna (Zona Sul)

Arpoador, Botafogo, Catete, Copacabana, Cosme Velho, Flamengo, Gávea, Glória, Humaitá, Ipanema, Jardim Botânico, Lagoa, Laranjeiras, Leblon, Leme, Rocinha, São Conrado, Urca, Vidigal
- Nyugati zóna (Zona Oeste)

Bangu, Barra de Guaratiba, Barra da Tijuca, Camorim, Campo Grande, Cosmos, Deodoro, Gericinó, Grumari, Guaratiba, Inhoaíba, Itanhangá, Jacarepaguá, Joá, Magalhães Bastos, Mallet, Paciência, Padre Miguel, Pedra de Guaratiba, Realengo, Recreio dos Bandeirantes, Santa Cruz, Senador Camará, Sepetiba, Sulacap, Taquara, Vargem Grande, Vargem Pequena, Vila Valqueire

## Történelem
A várost 1565. március 1-jén Estácio de Sá alapította. Rio de Janeiro 1763-tól 1960-ig – amikor a kormány átköltözött Brazíliavárosba – főváros volt. 1808 és 1815 között a Portugália, Brazília és Algarve Királyságnak (Portugália akkori neve) a fővárosa volt.
Brazília második legnagyobb és legsűrűbben lakott városa, 1261 négyzetkilométeren fekszik, lakossága 5 850 500 fő. Neve egy tévedés eredményeképpen jött létre, ugyanis 1502-ben a gyarmatosítók azt hitték a Guanabara-öbölről, hogy folyótorkolat, és mivel január volt, ezért a „Január folyója” nevet adták neki. Érdekesség, hogy a Rióban született embereket „cariocá”-nak hívják, a szó eredeti, indián jelentése: a fehér ember háza. A carioca szó ma azonban utal a rióiak kedvességére, a szépségre, vidámságra, a könnyed életstílusra és a szórakozásra is, valamint a másik ember iránti aggódást és szeretetet is kifejezi.
A várost és az öböl szigeteit a franciák 1555-ben Nicolau Durand de Villegaignon vezetésével elfoglalták, és az akkori százfős francia jelenlét négyszáz főre nőtt. Mivel a franciák szövetkeztek a tamaio indiánokkal, komoly fenyegetést jelentettek a portugál gyarmat városára. Az inváziót csak tíz évvel később tudták felszámolni Estácio de Sá vezetésével, akit egy hadiflottával közvetlenül Portugáliából küldtek útnak. Sikeresen kiűzte az indiánokat és a franciákat egyaránt, és ő lett Rio de Janeiro alapítója.
A 16. században Rio lakossága csupán 3850 főre volt tehető, elsősorban indiánok, valamint 750 portugál és 100 afrikai. A város magja a Castelo volt, itt építették a legtöbb lakóépületet, boltot, templomot, illetve itt volt a jezsuiták kollégiuma is. A város fő gazdálkodási területe a cukornádtermesztés és a halászat volt. Mivel főleg a cukornádültetvényeken történő munka igen emberigényes volt, Brazília bekapcsolódott az afrikai rabszolga-kereskedelembe. Az első rabszolgák Angolából érkeztek.
A halászat szintén igen fontos részét képezte az életnek, a bálnavadászatok során egy bálnából közel 16 hordó olajat és több tonna húst nyertek. Egészen a XIX. századig a halolajat használták a világításra, és csak a századfordulón tértek át a gázvilágításra.
1693-tól, az első aranylelőhely felfedezésétől a város kereskedelmi tevékenysége nagy mértékben felerősödött, mivel rajta keresztül bonyolódott az aranykereskedelem. Brazília függetlenségének kivívásáig az aranyat közvetlenül Portugáliába szállították.
A 17. században a város lakossága már elérte a 12 000 főt, és a hivatalos vallás a katolikus lett. Ebben az időben 3 nagyobb keresztény rend telepedett itt le és épített kolostort:
- a bencések a São Bento kolostort
- a ferencesek a Santo Antoniót
- a karmeliták a Carmót.

A jezsuiták befolyása olyan nagy volt, hogy közvetítő szerepet töltöttek be a portugálok és az indiánok között. A jezsuiták tehát egyre nagyobb gazdagságra és politikai befolyásra tettek szert, amíg a portugál udvarral történő szembehelyezkedésük miatt 1759-ben az udvar összes vagyonukat elkobozta, és mintegy 200 papot űztek ki.
Mivel a város a XVIII. században már 50 000 lakossal rendelkezett, szükségessé vált a város ivóvízzel történő ellátása. Ezért a Carioca folyót szabályozták, és megépítették az Arcos de Lapa-t, amelyen keresztül a folyó vizét a városközpontba szállították. Később a Carioca folyó a városépítési tervek következtében a felszín alá került.
Rio de Janeiro 1763-ban vált az ország fővárosává, amikor Pombal márki Salvadorból ide helyezte át a gyarmat székhelyét, és egészen 1960-ig, Brazíliaváros megépítéséig az is maradt.
A város életében nagy fordulópontot jelentett, amikor 1807-ben a Napóleon hadai elől menekülő udvar (I. Mária királynő és János régens herceg) Rióba érkezett, az akkori 50 000-es lélekszámú város lakossága pedig 65 000 főre emelkedett. A város akkori gazdaságának legjelentősebb részét a rabszolga-kereskedelem adta, mivel akkoriban Rio volt a legnagyobb rabszolga-importőr, az udvart szolgáló személyzet és a cukornádültetvények munkaerőigénye miatt.
Azonban a város intézményrendszere is fejlődésnek indult, János régens herceg bankokat, színházat, kórházat, iskolát, nyomdát és kutatóintézményeket alapított. Létrehozta a máig is közkedvelt botanikus kertet, például itt honosították meg először a teát is. 1816-ban a művészeti élet is felpezsdült, festők, szobrászok és építészek érkeztek a városba. Szintén ekkor jött ide Jean Baptista Debret és Nicolau Taunay francia festők, akik a brazil élet mindennapjait örökítették meg festményeiken, valamint a szobrász August Taunay, és az építész Granjean de Montigny is.
Amikor 1816-ban az anyakirálynő meghalt, fiát, János régens herceget királlyá koronázták, és visszahívták az anyaországba, ezért János Brazíliát a fiára, Péter régens hercegre hagyta. A 19. század a császárság kora Brazíliában. A már a század elején elkezdődött függetlenségi harcok ez idő tájt felerősödtek, míg végül 1822. szeptember 7-én Péter régens herceget I. Péter néven Brazília császárává koronázták. Ezzel a lépéssel Brazília alkirályságból önálló császársággá vált, azonban a politikai és gazdasági helyzet változatlan maradt a változások során. I. Péter erősen centralizált államtanácsot hozott létre, leverte a Portugáliához hű felkeléseket és hódító hadjáratokat folytatott Uruguay ellen. A belpolitikai és gazdasági nehézségek végül arra a lépésre késztették, hogy elfoglalja Portugália közben megüresedett trónját, a trónt fiára, az akkor 5 éves II. Péterre hagyta 1831-ben.
A sok nehézség ellenére ez az időszak a kávétermesztés csúcspontja is egyben, mely a város fejlődésére igen jótékony hatással volt. A jelentősebb kávéültetvények és a kikötő között vasúti vonalakat, illetve hajójáratokat létesítettek. A Botafogo és Copacabana között alagutat építettek, a járdákat kikövezték, az utakon kiépítették a közvilágítást, valamint kidolgozták a szennyvízelvezető hálózatot is. A város lakossága ekkor már meghaladta a 800 000 főt .
1888. május 13. ismét fordulópont Brazília és Rio életében, ugyanis Izabella, a császár lánya apja távollétében aláírta (a világon utolsóként) a rabszolgák felszabadításáról szóló törvényt („Ley Aurea”).
Ez az új helyzet megoldhatatlan feladat elé állította az uralkodót. Hirtelen kiesett az olcsó munkaerő, késtek a bevándorlások támogatásához szükséges intézkedések, melyek hiányáért a nagybirtokosok a császárt okolták. Az egyházzal is megromlott a viszony, miután azt alárendelték az államnak. A legnagyobb problémát azonban a katonaság jelentette, mely az uruguayi, paraguayi és argentínai ütközetekben megedződött, nagyobb hatalmat követelt magának. Ezért 1889. november 15-én kikiáltották a köztársaságot. A köztársaság élére Manuel Deodoro da Fonseca marsall került, ő Brazília első elnöke, vele kezdődött el a katonák uralma, és 1891-ben megszületett Brazília alkotmánya, mely az Egyesült Államok alkotmányának mintájára készült.
A századforduló grandiózus urbanizációs törekvései nagy lökést adtak a városnak. Francisco de Paula Rodrigues Alves elnöksége alatt Rio de Janeiro egy modern város képét kezdte formálni. Korszerűsítették a kikötőt, kikövezték az utcákat, kiszélesítették a sugárutat és fellendült a város kulturális élete is. Ebben az időben születtek az olyan épületek, mint a Teatro Municipal, az Escola de Beles Artes, Biblioteca Nacional stb. Lecsapolták a betegségeket terjesztő mocsarakat, több hegyet lebontottak, velük töltve fel a mocsárvidéket. 1930-ban Getúlio Vargas elnök bevezeti a 8 órás munkaidőt, a szavazás titkosságát, a nőkre is kiterjesztve azt, bevezette a kötelező és ingyenes elemi oktatást, a weimari alkotmány alapján készült új alkotmányt fogadott el és megnyirbálta az államok önállóságát. Hivatalba lépésekor élte át a kávéválságot, melynek során 6 év alatt mintegy 70 millió zsákkal dobtak a tengerbe vagy égettek el.
Brazília a második világháborúban semleges országként vett részt, csupán 1942-ben lépett hadba Németország ellen 30 000 katonával. A háború alatt az exportlehetőségek bővülésével a gazdaság erősödött, ezért Vargas bevezethette a minimálbért, illetve Rio államban létrehozták az acélművet, valamint az ország egyik legnagyobb bányászati és energiai óriásvállalatát, a Campanhia Vale do Rio Doce-t. A lakosság számának növekedésével tizenkét emeletes házakat kezdtek építeni már a '40-es években, a jobb módúak pedig a tengerhez közel kezdték el felépíteni házaikat. A város nagy turisztikai eseménye volt, amikor megépítették a Megváltó Krisztus szobrát.
A '60-as években nagy változást jelentett a város életében, amikor Brazíliaváros (Brasília) vált az ország fővárosává, és a kormányzati és egyéb hivatalokat áthelyezték oda. A város csak 1975-ben lett az azonos nevű állam fővárosa.

## Gazdaság
| A város GDP-jének összetétele | A város GDP-jének összetétele |
| ----------------------------- | ----------------------------- |
| Ipar                          | 11,60%                        |
| Adók                          | 23,38%                        |
| Szolgáltatások                | 65,52%                        |

Rio de Janeiro Latin-Amerika negyedik leggazdagabb városa Mexikóváros, Sao Paulo és Buenos Aires után.
Rio de Janeiro állam São Paulo után Brazília második legfontosabb ipari állama. Habár a lakosság részaránya nem éri el az összlakosság 9%-át, a GDP 13%-át tudhatja magáénak. A városban székel az ország legfontosabb fejlesztési bankja, a BNDES (Banco Nacional de Desenvolvimento e Social). Az ország legnagyobb magánvállalatai közül 50 Rióban található, és itt vannak a legjelentősebb kőolaj-kitermelő és -forgalmazó vállalatok is. Mezőgazdasági szempontból a legfontosabb a cukornádtermesztés és az ehhez kapcsolódó cukor- és alkoholgyártás. Északnyugaton jelentős a banán- és rizstermesztés is.

## Bűnözés
A világ egyik legveszélyesebb nagyvárosa.
A lövöldözés, a gyilkosság és a gyilkossági kísérlet gyakori erőszakos bűncselekmények Rióban.

## Közlekedés

Tömegközlekedési térkép

#### Repülőterek
Két fontos polgári repülőtere van: 
- Tom Jobim nemzetközi repülőtér, amelyet elsősorban a nemzetközi utasok használnak, de jelentős belföldi utasforgalma is van. 19 országba lehet innen repülni. A repülőtér évi 30 millió utas kiszolgálására alkalmas. A repülőtér a város központjától 20 km távolságban van. Itt található Brazília leghosszabb repülőtéri kifutópályája 4000 m-rel. A repülőtérnek csatlakozása van az expressz buszjáratokhoz.
- A Santos Dumont reptérről kizárólag az országhatárokon belül utazhatunk, innen juthatunk el többek közt São Paulóba, Belo Horizontéba és Brazíliavárosba.

Katonai repülőterek:
- Galeão légibázis: a brazíliai légierő egyik légibázisa.
- Santa Cruz légibázis: a brazíliai légierő egyik légibázisa. Korábbi megnevezése: Bartolomeu de Gusmão repülőtér. Építette a Luftschiffbau Zeppelin.
- Afonsos légibázis: történelmi jelentősége van. A légierő egyeteme és a légügyi múzeum is itt található.[15][16]  Légi bemutatókra is használják.

#### Kikötő
Rio de Janeiro kikötője a 3. legforgalmasabb Brazíliában a teherforgalmat tekintve. A Guanabara-öböltől nyugatra helyezkedik el, 7 km hosszúságban. Kezelője a Companhia Docas de Rio de Janeiro. A kikötőben cukor, papír, vas és acél közvetítése zajlik.

#### Városi közlekedés
Rio de Janeiróban a buszok jelentik a tömegközlekedés fő formáját. Közel 440 városi buszjárat működik, több mint négymillió utast kiszolgálva naponta, az intercity vonalak mellett. Bár a busz olcsó és sűrűn jár, Rio közlekedési politikája a vonatok és a metró felé tolódik el a felszíni torlódások csökkentése és a szállítási kapacitás növelése érdekében.
Rio de Janeiro három metróvonallal rendelkezik (Metrô Rio). A vonalak összes hossza 58 km, amin 41 állomás van. Tervbe van véve egy negyedik metróvonal létesítése is, ami részben a Guanabara-öböl alatt haladna, és ott a kompközlekedéshez kapcsolódna.
A metró a legtisztább és a legbiztonságosabb tömegközlekedési eszköz Rióban.
Dél-Amerikában a Rio de Janeiró-i gyorsvillamos a legrégebben üzemelő villamosvonal. Ma már ezt túlnyomó részben csak turisták használják. Nemzeti műemléknek választották 1985-ben.

#### Bicikli
A város 160 km kerékpárúttal rendelkezik, amely előnyösebb, mint a város közúti forgalmában való közlekedés. A legtöbb bicikliút a strandok mentén fut, és szakaszosan húzódik a Marina da Glóriától, a Centro-tól Flamengón, Copacabanán és Ipanemán át Barra da Tijucáig és Recreio dos Bandeirantesig. 6 km kerékpárút halad át a Tijuca Nemzeti Parkon.

## Sport

### Labdarúgás
| Klub          | Bajnokság          | Stadion                   | Alapítva (csapat) |
| ------------- | ------------------ | ------------------------- | ----------------- |
| Botafogo FR   | Série A (1. oszt.) | Nilton Santos Stadion     | 1894              |
| CR Flamengo   | Série A            | Maracanã Stadion          | 1895              |
| Fluminense FC | Série A            | Maracanã Stadion          | 1902              |
| CR Vasco      | Série B            | São Januário Stadion      | 1898              |
| Madureira     | Série C            | Aniceto Moscoso Stadion   | 1914              |
| Bangu         | Campeonato Carioca | Moça Bonita Stadion       | 1904              |
| Bonsucesso    | Campeonato Carioca | Leônidas da Silva Stadion | 1913              |

## Turizmus
Rio de Janeiro Brazília elsődleges turisztikai célpontja. Dél-Amerikában ide érkezik a legtöbb külföldi; évente mintegy 2,8 millió turista.
A város fontos LMBT gyülekezőhely, évi 1 millió LMBT turistával.

## Fő látnivalók
- A Megváltó Krisztus szobra
- Copacabana és Ipanema
- Cukorsüveg-hegy
- Jardim Botânico (botanikus kert)
- Santa Teresa és Lapa (városrészek)
- Maracanã Stadion
- Tijuca (Floresta da Tijuca) parkerdő

#### Egyéb
- Riói karnevál

## Megjelenése a tömegkultúrában
- Az első, magyar szinkronnal is bemutatott latin-amerikai telenovella, az 1976-os Rabszolgasors című sorozat Rióban játszódik.
- Az 1979-es James Bond film, a Moonraker – Holdkelte Rio de Janeiro egyes helyszínein játszódik, köztük például a Cukorsüveg-hegyre vezető drótkötélpálya látható.
- A 2011-es Rio, és folytatása, a 2014-es Rio 2. nagyrészt Rióban és az amazóniai esőerdőkben játszódik.
- Itt játszódik a Halálos iramban: Ötödik sebesség című film cselekménye.
- A 2008-as A hihetetlen Hulk című film itt játszódik.

## Fordítás
- Ez a szócikk részben vagy egészben  az   Economy of Rio de Janeiro című angol Wikipédia-szócikk fordításán alapul.  Az eredeti cikk szerkesztőit annak laptörténete sorolja fel. Ez a jelzés csupán a megfogalmazás eredetét és a szerzői jogokat jelzi, nem szolgál a cikkben szereplő információk forrásmegjelöléseként.
- Ez a szócikk részben vagy egészben  a   Rio de Janeiro (cidade) című portugál Wikipédia-szócikk fordításán alapul.  Az eredeti cikk szerkesztőit annak laptörténete sorolja fel. Ez a jelzés csupán a megfogalmazás eredetét és a szerzői jogokat jelzi, nem szolgál a cikkben szereplő információk forrásmegjelöléseként.